# The Twilight Saga: Breaking Dawn - Parte 1
(Tagline del film)
The Twilight Saga: Breaking Dawn - Parte 1 (The Twilight Saga: Breaking Dawn - Part 1) è un film del 2011 diretto da Bill Condon.
È la prima parte del quarto film tratto dalla serie di Twilight ed è uscito nelle sale italiane il 16 novembre 2011 e negli Stati Uniti il 18 novembre. La seconda parte della storia si intitola The Twilight Saga: Breaking Dawn - Parte 2 ed è sempre diretta da Bill Condon.
Le pellicole sono l'adattamento cinematografico dell'omonimo romanzo del 2008 di Stephenie Meyer e seguito di The Twilight Saga: Eclipse del 2010.

## Trama
Edward e Bella si sposano a casa dei Cullen. Alla cerimonia nuziale si presenta Jacob Black, con il quale Bella ha un’accesa discussione sulla sua futura trasformazione in vampiro.
Successivamente, gli sposi partono per la luna di miele sull'Isola Esme in Brasile. Qui, i due ragazzi fanno l'amore per la prima volta mentre Bella è ancora umana e, dato che Edward non l'ha ferita come aveva invece il terrore di fare, i due hanno altri rapporti durante la luna di miele.
La ragazza scopre incredula di essere incinta, ma Edward prende male la notizia perché sa già che il bambino che le crescerà dentro potrebbe ucciderla. I due tornano quindi a Forks per chiedere l'aiuto di Carlisle mentre Edward cerca in tutti i modi di convincere Bella a rinunciare alla gravidanza, ma la ragazza, che ormai ha deciso di mandarla avanti, chiede a Rosalie di aiutarla e di proteggerla.
Bella quindi resta a casa Cullen per stare sotto costante controllo medico e Carlisle racconta a suo padre Charlie che la figlia è stata contagiata da una malattia infettiva durante la luna di miele e che quindi dovrà restare in quarantena da loro, per giustificare il fatto che non tornerà a casa per un po' di tempo. Quando Jacob viene a sapere che Bella dovrà restare a casa Cullen per un tempo indeterminato, crede che il vero motivo di tale allontanamento sia dovuto alla sua trasformazione in vampiro.
I licantropi, guidati da Sam Uley, annunciano al resto del branco che non ci saranno ritorsioni nonostante Bella sia un’umana che è stata morsa da un vampiro, ma Jacob si allontana e, una volta raggiunta Bella, si rende conto che la ragazza è incinta di Edward.
La gravidanza procede a velocità accelerata e causa a Bella dolori molto forti. Jacob, quindi, su richiesta di Edward, decide di far rinsavire l'amica cercando di convincerla a rinunciare al bambino.
Sam intanto, avvertito della gravidanza di Bella, pianifica di uccidere il nascituro e la madre, visto che i nuovi sviluppi della situazione non consentono al branco di essere certo della natura inoffensiva della creatura in procinto di venire al mondo. Jacob si ribella a questa decisione e, opponendosi a Sam, rivendica la sua posizione di maschio alfa, lasciando definitivamente il branco per correre a proteggere Bella. I fratelli licantropi Seth e Leah Clearwater seguono Jacob e i tre, alla fine, formano un nuovo branco.
I tre licantropi fanno i turni per tenere sotto controllo la situazione esterna a casa Cullen, dato che il distacco dal branco di Sam ha spezzato il legame mentale che avrebbe permesso loro di conoscere in anticipo le intenzioni degli avversari.
Intanto, il feto si sviluppa sempre più velocemente, causando a Bella anche la rottura di alcune ossa. Inoltre, la ragazza comincia a dimagrire vistosamente dato che il bambino le impedisce di nutrirsi come dovrebbe. Un'intuizione di Jacob farà capire ai Cullen che Bella ha bisogno di sangue per sopravvivere; così, per darle il sostentamento necessario, la nutrono con sangue umano.
Durante la gravidanza, Edward avverte i pensieri del bambino e finalmente si avvicina a lui, riconciliandosi anche con sua moglie Bella.
Dopo solo un mese dal concepimento, Bella entra in travaglio, ma Carlisle non è presente. Edward cerca allora di aiutarla in tutti i modi, assistito da Jacob e Rosalie.
Durante la nascita della bambina, alla quale viene dato il nome di Renesmee, Bella subisce un'enorme emorragia che la riduce in fin di vita. Prima che la morte sopraggiunga, Edward decide di iniettare alla ragazza il suo veleno direttamente nel cuore e in altre parti del corpo, dando il via alla sua trasformazione in vampira. Jacob però crede che Bella sia spacciata e lascia la stanza con l'intento di uccidere immediatamente la bambina appena nata, che secondo lui è la causa della morte di Bella, ma i suoi intenti vengono bloccati dall'imprinting che subisce con la piccola. Di conseguenza, dopo un'accesa lotta, Sam è costretto ad abbandonare il proposito di uccidere la neonata, poiché la legge del branco impone ai lupi di non uccidere il soggetto dell'imprinting di un loro simile.
Alla fine Bella, quando la famiglia Cullen e Jacob si riuniscono intorno a lei, apre gli occhi, che sono diventati rossi.
Dopo la prima parte dei titoli di coda, ci ritroviamo nel palazzo dei Volturi, dove una serva umana porta un biglietto ad Aro, che la fa uccidere per gli errori grammaticali ed ortografici. Carlisle ha comunicato che Bella è diventata vampira. La disputa con i Cullen è perciò finita, come afferma Marcus, altro leader dei Volturi, ma Aro precisa che non lo è ancora perché hanno qualcosa che lui vuole: Alice, l'unica vampira al mondo a poter prevedere il futuro.

## Personaggi

### I Cullen
- Robert Pattinson è Edward Cullen il vampiro nato nel 1901 diciassettenne per l'eternità, figlio adottivo di Carlisle Cullen. Ha la capacità di leggere nelle menti degli altri, tranne in quella di Bella.
- Peter Facinelli è Carlisle Cullen pluricentenario capofamiglia dei Cullen. Carlisle è un medico e ha abbracciato lo stile di vita da "vegetariani" insegnandolo poi al resto della sua famiglia;
- Elizabeth Reaser è Esme Cullen moglie di Carlisle e trasformata in vampiro dal marito;
- Ashley Greene è Alice Cullen, anche lei adottata dalla famiglia Cullen. Alice prevede il futuro finché le decisioni delle persone non cambiano, modificando il futuro. È la compagna di Jasper Hale;
- Jackson Rathbone è Jasper Hale, vampiro con la facoltà di sentire e controllare le emozioni. Anche lui è figlio adottivo dei Cullen;
- Nikki Reed è Rosalie Hale, la vampira creata e adottata da Carlisle dopo averla trovata in fin di vita per uno stupro. È sposata con Emmett Cullen;
- Kellan Lutz è Emmett Cullen il più forte fisicamente dei Cullen di cui è anch'egli figlio adottivo.

### Gli umani
- Kristen Stewart è Bella Swan/Cullen, l'adolescente innamorata del giovane vampiro (con cui si sposa). La ragazza corona il suo sogno di far l'amore con Edward ancora da umana e resta incinta. Nonostante sia pericoloso mandare avanti la gravidanza, Bella vuole dare alla luce la piccola e alla fine del film viene finalmente trasformata in vampiro.
- Billy Burke è Charlie Swan, padre di Bella e sceriffo di Forks;

### I licantropi
- Taylor Lautner è Jacob Black; quando viene a sapere che Bella è incinta e quindi è diventata il bersaglio del branco, lo lascia per formare un branco a parte che proteggerà Bella e i Cullen dagli attacchi dei licantropi guidati da Sam.
- Chaske Spencer è Sam Uley; Sam è il capobranco dei licantropi;
- Alex Meraz è Paul; è il membro meno paziente del branco;
- Kiowa Gordon è Embry Call;
- Tyson Houseman nel ruolo di Quil Ateara;
- Bronson Pelletier è Jared;
- Julia Jones è Leah Clearwater, unico membro femminile del branco. È la sorella maggiore di Seth e lascia il branco per seguire il fratello, unendosi anche lei a Jacob, nonostante non lo faccia per la causa, ma per tenere sotto controllo il fratello;
- Boo Boo Stewart è Seth Clearwater, il più giovane del branco. Si affeziona molto a Jacob e ad Edward e si comporterà con i Cullen come se per lui non fossero mai stati una minaccia, frequentando la loro casa.

#### Volturi e membri della guardia
- Michael Sheen nel ruolo di Aro. Aro è considerato il leader dei Volturi
- Jamie Campbell Bower nel ruolo di Caius
- Christopher Heyerdahl nel ruolo di Marcus
- Dakota Fanning nel ruolo di Jane
- Cameron Bright nel ruolo di Alec
- Charlie Bewley nel ruolo di Demetri
- Daniel Cudmore nel ruolo di Felix

### Membri degli altri clan e nomadi
Clan di Denali
- MyAnna Buring è Tanya
- Maggie Grace è Irina
- Casey LaBow è Kate
- Lee Pace è Garrett
- Mía Maestro è Carmen
- Christian Camargo è Eleazar

Clan irlandese
- Lisa Howard è Siobhan
- Patrick Brennan è Liam
- Marlane Barnes è Maggie

Clan egizio
- Omar Metwally è Amun
- Andrea Gabriel è Kebi
- Rami Malek è Benjamin

Clan rumeno
- Noel Fisher è Vladimir
- Guri Weinberg è Stefan

Clan delle Amazzoni
- Judith Shekoni è Zafrina
- Tracey Heggins è Senna

Nomadi
- Toni Trucks è Mary
- Erik Odom è Peter
- Valorie Curry è Charlotte
- Joe Anderson è Alistair
- Lee Pace è Garrett

## Produzione
La casa di produzione Summit Entertainment annunciò a metà del 2010 che l'ultimo capitolo della serie di Twilight sarebbe stato diviso in due parti per contenere la storia dell'omonimo romanzo, notevolmente più lunga e complessa dei precedenti tre capitoli.
L'autrice della saga Stephenie Meyer ha espresso le sue perplessità sul risultato dei precedenti capitoli della saga in particolar modo su The Twilight Saga: Eclipse, film nel quale sono state eliminate scene che lei stessa aveva chiesto invece di inserire nella pellicola. Per questo motivo ha dichiarato che assisterà alla realizzazione dei due film per evitare che accada di nuovo: 
(Stephenie Meyer)
Inoltre, a causa della natura matura ed esplicita dei contenuti di Breaking Dawn, i fan e la critica si sono chiesti se la produzione sarebbe stata in grado di mantenersi all'interno dei vincoli imposti da un rating PG-13, sostenendo che il film non avrebbe dovuto essere considerato "R" (vietato ai minori di 17 anni) a causa del continuo crescere dei fan. Nel mese di marzo 2010, la rivista Variety ha riportato che la Summit Entertainment stava considerando di suddividere il libro da 754 pagine in due film, seguendo l'esempio fatto dalla Warner Bros. con Harry Potter e i Doni della Morte. Dato che i tre membri principali del cast, Kristen Stewart, Robert Pattinson e Taylor Lautner erano sotto contratto per soli quattro film, la possibilità di suddividere il film sembrò improbabile. Il produttore Wyck Godfrey affermò infatti che tutti e tre i membri del cast avevano firmato per un solo film di Breaking Dawn.
Il 28 aprile 2010, la Summit ha annunciato che Bill Condon avrebbe diretto Breaking Dawn e che i produttori sarebbero stati Wyck Godfrey, Karen Rosenfelt e l'autrice Stehenie Meyer. Bill Condon dichiara: «Sono entusiasta all'idea di portare sullo schermo il climax di questa saga. Come i fan sanno, si tratta di un libro unico nel suo genere, e speriamo di creare una esperienza cinematografica ugualmente unica». Nel giugno 2010, la Summit ha annunciato ufficialmente che le riprese dell'adattamento in due parti del quarto libro sarebbero iniziate in novembre.

### Sceneggiatura
Come per i precedenti capitoli la sceneggiatura dei due film è stata affidata a Melissa Rosenberg. Nel giugno 2010 la Rosenberg ha affermato in un'intervista che la decisione sul punto esatto in cui dividere il film rispetto al romanzo, non era ancora stata presa, e che la sceneggiatura era ancora in fase di stesura. «Credo che verrà suddiviso fra Bella umana e Bella vampiro», ha detto, suggerendo un possibile punto di suddivisione. Ha affermato anche che Bill Condon probabilmente non sarebbe stato d'accordo, spiegando che la decisione ultima sarebbe spettata a lui. La Saga di Twilight ha anche spinto la Rosenberg a creare una compagnia di produzione femminile, la "Tall Girls Productions".

### Cast

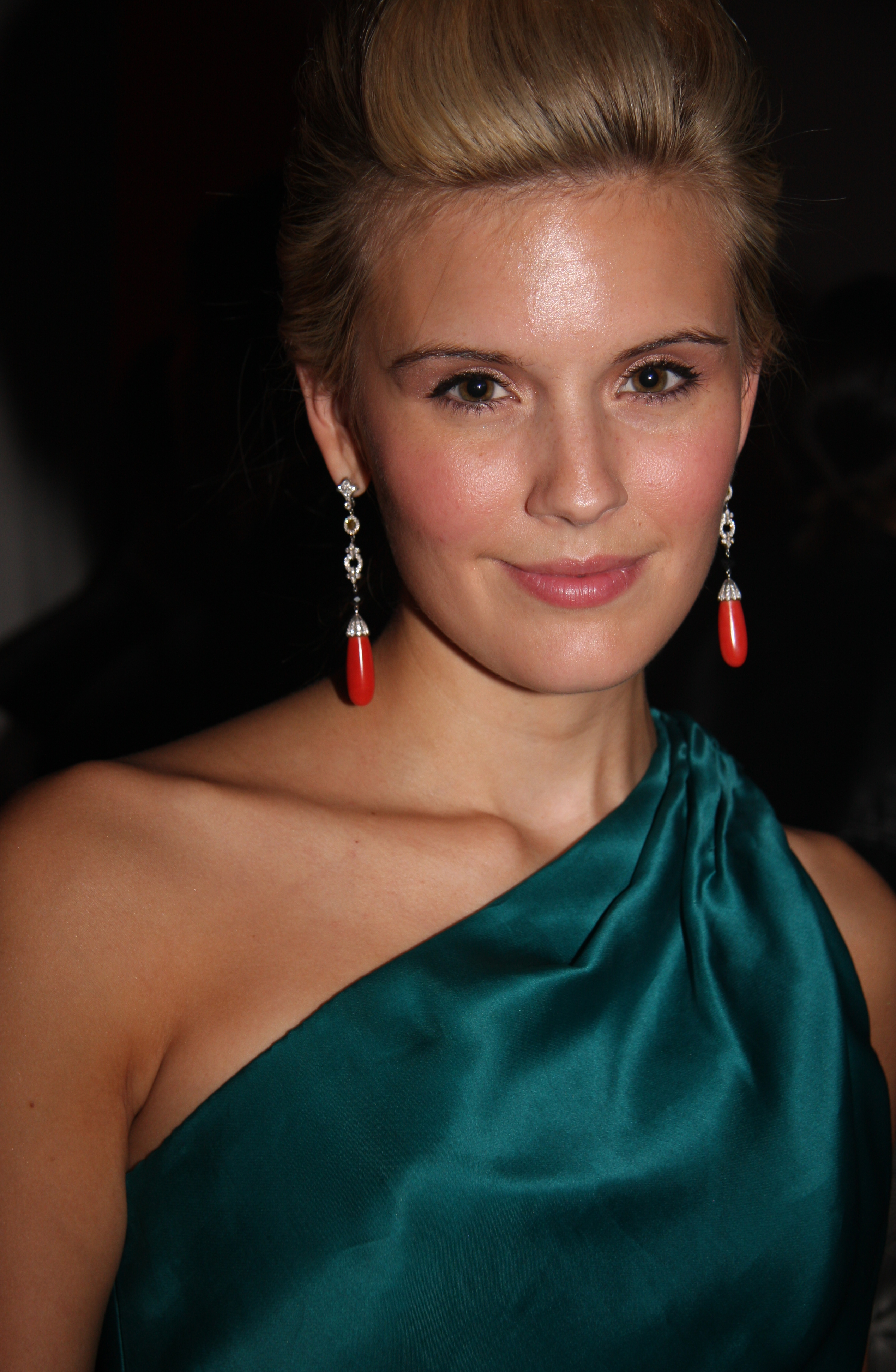
Maggie Grace, che interpreta Irina, nel 2009

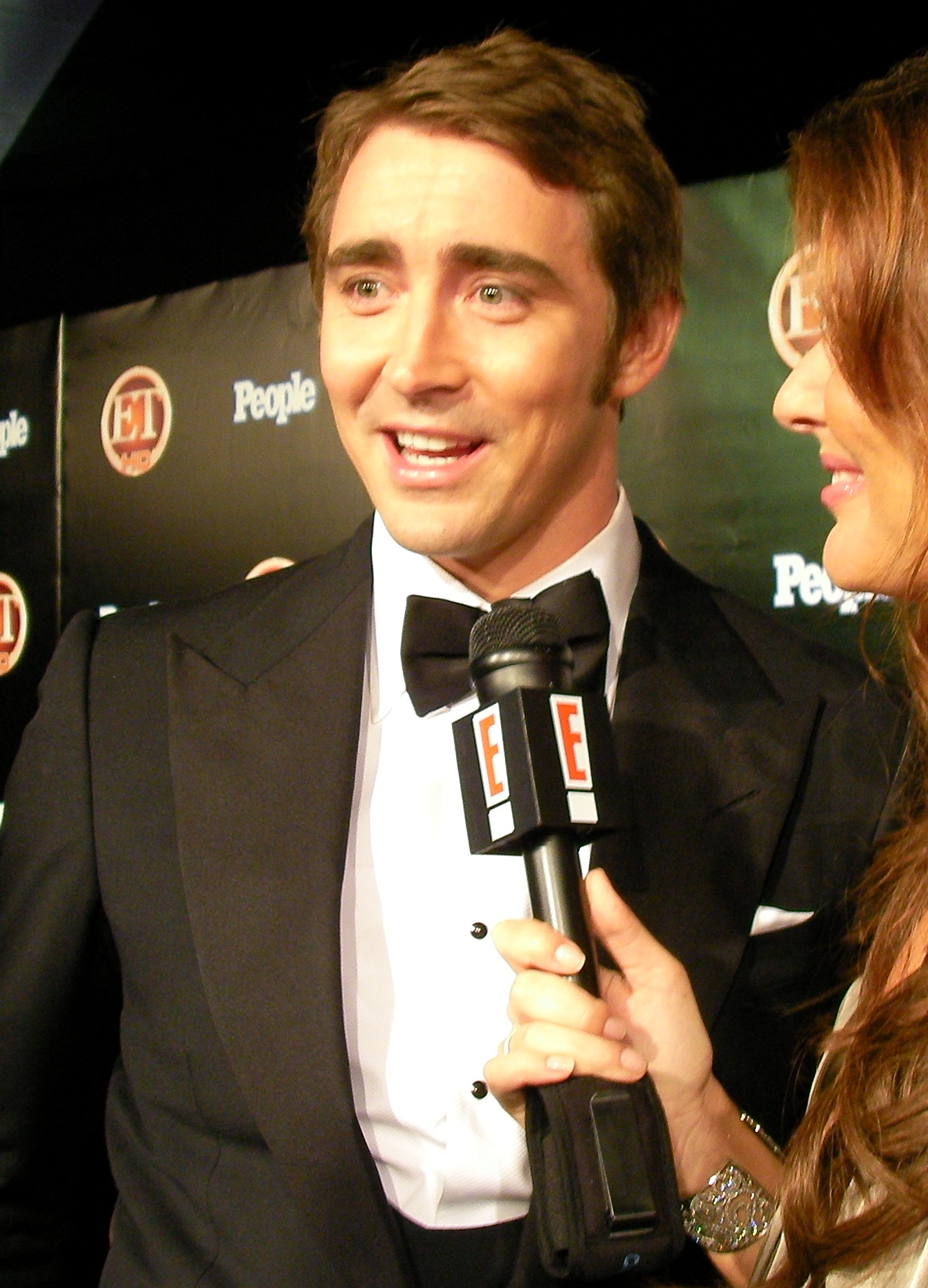
Lee Pace che interpreterà Garrett

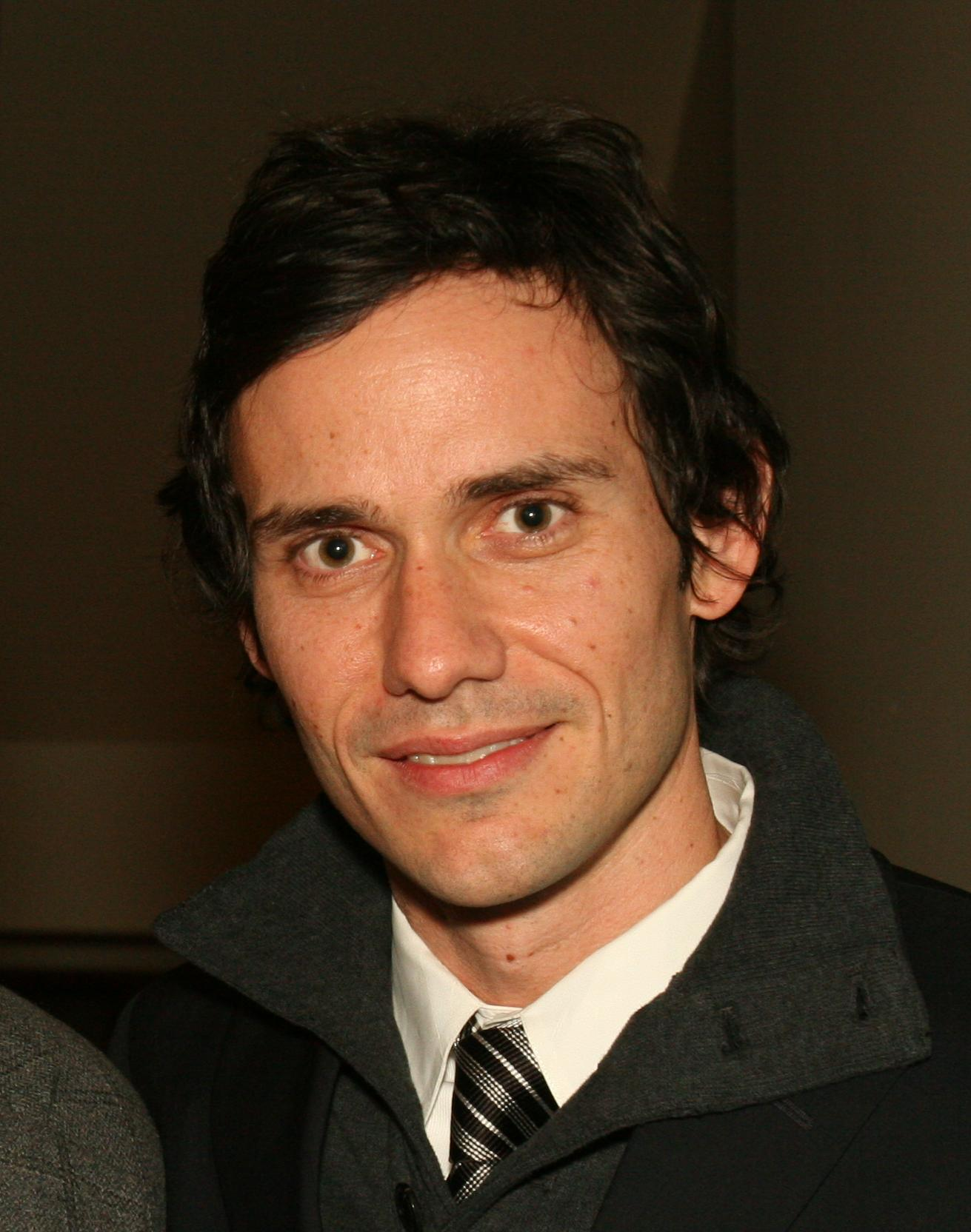
Christian Camargo che interpreterà Eleazar

Nel quarto romanzo della saga, appaiono diversi personaggi appartenenti a clan differenti. Tra questi il clan di Denali con le sorelle Irina e Kate. Per il ruolo di Irina è stata scelta l'attrice statunitense Maggie Grace, che ha preso parte alla serie televisiva Lost, mentre il ruolo della sorella Kate è stata scelta la giovane Casey LaBow.
Per il ruolo di Garrett, vampiro nomade che instaurerà una relazione con Kate, è stato scelto l'attore statunitense Lee Pace, interprete principale nel ruolo di Ned nella serie tv Pushing Daisies.
Christian Camargo ricoprirà il ruolo di Eleazar, ex membro dei Volturi. L'attore statunitense è già apparso nel ruolo del fratello di Brian Moser nella serie televisiva Dexter. L'attrice argentina Mía Maestro ricoprirà il ruolo di Carmen, membro del clan di Denali con l'accento spagnolo. L'attrice ha interpretato diverse stagioni il ruolo di Nadia Santos nella serie televisiva Alias.
Per il ruolo di Siobhan, del clan irlandese è stata scelta l'attrice canadese Lisa Howard che ha recitato nella serie televisiva Pianeta Terra - Cronaca di un'invasione. Sempre del clan irlandese, nel ruolo di Liam è stato scelto Patrick Brennan figlio della famosa attrice statunitense Eileen Brennan mentre il ruolo di Maggie la giovane attrice statunitense Marlane Barnes.
Rami Malek interpreterà il ruolo di Benjamin. L'attore statunitense di origini egiziane ha interpretato il ruolo del faraone Ahkmenrah accanto a Ben Stiller nel film Una notte al museo (2006).
Per il ruolo di Alistair, vampiro scostante e pessimista, è stato scelto l'attore britannico Joe Anderson.
Tra i nuovi personaggi di questa pellicola il più difficoltoso da arruolare è stato quello di Renesmee Cullen, figlia di Edward e Bella Swan, ibrida vampira-umana. Nella saga letteraria la bambina è descritta come bellissima, ma soprattutto in grado di crescere molto in fretta dato che per lei ogni mese corrisponde a sei mesi per un bambino umano. Per il delicato ruolo è stata scelta Mackenzie Foy. La Foy è apparsa in alcune campagne pubblicitarie per Gap e Burger King.

#### Riprese
In modo tale da mantenere il budget di entrambe le parti di Breaking Dawn entro limiti ragionevoli, anche se questo è sensibilmente più elevato rispetto agli altri film della serie, gran parte del film è stata girata in Louisiana, a causa di una tassazione più favorevole. La Summit ha annunciato in una conferenza stampa tenutasi l'8 giugno 2010 che le riprese si sarebbero svolte a Baton Rouge, Louisiana e Vancouver. Entrambe le parti sarebbero state riprese come un unico progetto. Il film avrebbe cercato di mantenersi entro i limiti di un rating PG-13, e non avrebbe mostrato alcune delle scene più cruente del libro.. Le riprese sono iniziate ufficialmente il 1º novembre 2010 in Brasile, nelle location Rio de Janeiro e Paraty, dove sono state girate le scene della luna di miele. Le riprese si sono concluse il 15 aprile 2011 a Vancouver (Canada). Successivamente sono state effettuate numerose altre riprese, fra cui alcune scene della luna di miele alle Isole Vergini il 25 aprile 2011.

### Effetti speciali
Il regista Bill Condon ha dichiarato che userà gli stessi effetti speciali che sono stati utilizzati nella pellicola del 2008 Il curioso caso di Benjamin Button adattandoli al volto di Mackenzie Foy, per alternare le varie fasi della sua crescita anche se non si esclude il fatto di ingaggiare una bambina più piccola per interpretare la prima fase di età. L’effetto finale ha poi fatto discutere molto, in modo negativo.

## Colonna sonora
Il 6 gennaio 2011 è stato annunciato che Carter Burwell, compositore del primo film di Twilight, sarebbe ritornato a far parte del progetto per entrambe le parti del finale.

### Tracce[25]
1. The Joy Formidable – Endtapes – 4:09
2. Angus & Julia Stone – Love Will Take You – 4:30
3. Bruno Mars – It Will Rain – 4:18
4. Sleeping at Last – Turning Page – 4:15
5. The Features – From Now On – 3:21
6. Christina Perri – A Thousand Years – 4:45
7. Theophilus London – Neighbors – 3:56
8. The Belle Brigade – I Didn't Mean It – 3:33
9. Noisettes – Sister Rosetta (2011 Version) – 2:58
10. Cider Sky – Northern Lights – 3:50
11. Iron & Wine – Flightless Bird, American Mouth (Wedding Version) – 4:27
12. Imperial Mammoth – Requiem on Water – 2:24
13. Aqualung & Lucy Schwartz – Cold – 3:40
14. Mía Maestro – Llovera – 5:12
15. Carter Burwell – Love Death Birth – 6:04

Durata totale: 61:22

## Promozione
Durante le riprese iniziate il 7 novembre in Brasile, sono comparse online alcune immagini e video rubati dal set. La Summit Entertainment ha fatto rimuovere le foto e i video dal web. Il 13 gennaio 2011, alcune scansioni di immagini raffiguranti Kristen Stewart e Robert Pattinson in una delle scene della luna di miele che avrebbero dovuto essere pubblicate in un articolo della rivista Entertainment Weekly, sono finite online prima della pubblicazione della rivista. Il 31 marzo e il 1º aprile 2011 sono comparse su internet numerose immagini a bassa qualità e un video di 14 secondi, provocando la reazione dei fan e speculazioni sul fatto che il film non sarebbe riuscito a mantenersi entro il PG-13. La Summit Entertainment ha rilasciato un comunicato in risposta a queste fughe di materiale dicendo: 
(Stephenie Meyer, Bill Condon, Wyck Godfrey e Summit Entertainment)
Il primo teaser trailer del film è stato trasmesso il 5 giugno 2011 durante gli MTV Movie Awards. La versione italiana del trailer è stata pubblicata su Yahoo! Italia il 5 luglio 2011. Il trailer è stato pubblicato il 13 settembre 2011. Invece in Italia il trailer, doppiato in lingua italiana, è stato pubblicato da Eagle Pictures il 6 ottobre 2011.

## Distribuzione

### Date di uscita
Le date di uscita internazionali sono state:
- 16 novembre 2011 in Italia, Francia (Twilight: Chapitre 4 - révélation, 1ere partie)
- 17 novembre 2011 in Australia, Grecia, Ungheria (Alkonyat: Hajnalhasadás - 1. rész), Nuova Zelanda
- 18 novembre 2011 in Stati Uniti (Breaking Dawn), Canada, Finlandia (Twilight - aamunkoi: Osa 1), Norvegia, Polonia (Saga 'Zmierzch': Przed switem - czesc I), Spagna (La saga crepúsculo: Amanecer (Parte I)), Svezia, Regno Unito
- 24 novembre 2011 in Germania (Breaking Dawn - Bis(s) zum Ende der Nacht - Teil 1), Malaysia, Singapore

## Accoglienza

### Incassi
Con la cifra di ben $ 712,205,856 il film è al 134º posto della classifica dei film con maggiori incassi nella storia del cinema.

### Critica

#### Negli Stati Uniti
Negli Stati Uniti il voto globale degli utenti di Internet Movie Database si attesta su 4.9/10. Il sito Rotten Tomatoes da un voto di 4.35/10, con solo il 25% delle recensioni positive, dichiarandolo il peggior film della saga.
La pellicola riceve numerose nomination ai Razzie Awards, come i precedenti film della saga:
- Peggior film;
- Peggior attore protagonista per Taylor Lautner;
- Peggior attrice protagonista per Kristen Stewart;
- Peggior cast d'insieme;
- Peggior regista per Bill Condon;
- Peggior prequel, remake, rip-off o sequel;
- Peggior coppia sullo schermo per Robert Pattinson, Taylor Lautner e Kristen Stewart;
- Peggior sceneggiatura per Melissa Rosenberg.

#### In Italia
Il film ha ricevuto critiche molto negative dalla gran parte dei critici cinematografici in Italia.